# عائشة الهاملي
عائشة الهاملي هي دبلوماسية وطيّارة إماراتية، تُعد من الرائدات في قطاع الطيران المدني في دولة الإمارات العربية المتحدة. تشغل منصب الممثل الدائم لدولة الإمارات العربية المتحدة لدى مجلس منظمة الطيران المدني الدولي (ICAO)، كما أنها تُعد أول امرأة إماراتية تحمل رخصة طيار تجاري، وقد لعبت دورًا بارزًا في تعزيز حضور المرأة في قطاع الطيران على المستويين الإقليمي والدولي.

## النشأة والتعليم
وُلدت عائشة الهاملي في إمارة أبوظبي، وبرز شغفها بمجال الطيران منذ سن مبكرة. حصلت على رخصة الطيران التجاري، لتصبح بذلك أول امرأة إماراتية تنال هذا المؤهل. لاحقًا، نالت درجة الماجستير في القانون الجوي والفضائي من جامعة ماكغيل في كندا، وهي إحدى أبرز الجامعات في هذا التخصص.

## المسيرة المهنية
بدأت الهاملي حياتها المهنية كطيّارة تجارية، ثم انتقلت إلى المجال الدبلوماسي في قطاع الطيران المدني. عُيّنت ممثلةً لدولة الإمارات لدى الإيكاو، لتصبح بذلك أول امرأة إماراتية تتولى هذا المنصب.
لاحقًا، شغلت منصب نائب رئيس المجلس التنفيذي في منظمة الإيكاو، وكانت بذلك أول امرأة عربية تتولى هذا المنصب. ساهمت في تمثيل دولة الإمارات في عدد من القضايا الدولية المرتبطة بسياسات الطيران، والمناخ، والأمن الجوي.

## المناصب والمسؤوليات
- الممثل الدائم لدولة الإمارات لدى مجلس منظمة الطيران المدني الدولي.
- عضو في لجان تنظيمية تابعة للإيكاو مثل لجنة الابتكار ولجنة الشؤون الإدارية.
- مرشحة سابقة لرئاسة مجلس الإيكاو في سابقة هي الأولى لامرأة عربية.[3]

## الإسهامات والجوائز
تعرف الهاملي بدورها في تمكين المرأة داخل صناعة الطيران، وقد مثلت الإمارات في محافل ومبادرات دولية تُعنى بتعزيز مشاركة النساء في هذا القطاع. تم تكريمها ضمن قائمة "70 امرأة مؤثرة في تاريخ الطيران المدني" التي أصدرتها منظمة الإيكاو.